# واندا اوزیریس
واندا اوزیریس (ایتالیایی: Wanda Osiris؛ تلفظ [ˈvanda oˈzi:ris]؛ ۳ ژوئن ۱۹۰۵ – ۱۱ نوامبر ۱۹۹۴) بازیگر، خواننده، و بازیگر تئاتر اهل ایتالیا در دوران فاشیسم بود.
از فیلم‌ها یا مجموعه‌های تلویزیونی که وی در آن‌ها نقش داشته است، می‌توان به به من نگو! اشاره نمود.